# Pendolino
Pendolino je naziv za više vrsta talijanskih nagibnih vlakova i vlakova velikih brzina.
Trenutno se takvi vlakovi koriste u:
- Italiji (ElettroTreno)
- Finskoj
- Velikoj Britaniji
- Poljskoj
- Portugalu (Alfa Pendular)
- Sloveniji
- Češkoj
- Kini (China Railway High-speed)
- Švicarskoj (Cisalpino)
- Španjolskoj (Alaris)